# Malattia di Fox-Fordyce
La malattia di Fox-Fordyce è una malattia cutanea che provoca gonfiore, si mostra nelle ghiandole sebacee (ectopiche) contenute nella bocca, nelle ascelle e sul pube.
Prende il nome da George Henry Fox e John Addison Fordyce.

## Segni e Sintomi
I sintomi possono comparire improvvisamente a seguito di qualsiasi condizione come calore locale, umidità o attrito. Le ghiandole apocrine (ghiandole sudoripare) sono il sito della malattia Fox-Fordyce. La comparsa improvvisa di protuberanze sollevate (papule) vicino alle ghiandole apocrine è caratteristica della malattia. Le papule sono principalmente color pelle, a forma di cupola e pruriginose. Le papule possono essere trovate nelle ghiandole sudoripare oltre alle aree periareolare, inframammaria e pubica. Anche i follicoli piliferi possono essere danneggiati e provocare la caduta dei peli nell'area interessata.

## Epidemiologia
Il più delle volte colpisce le donne di età compresa tra 13 e 35 anni. Le donne sono colpite in rapporto 9:1 rispetto agli uomini. L'incidenza è attualmente sconosciuta. Sebbene in rari casi, uomini e bambini possono essere colpiti dalla patologia. Fattori come calore, umidità, stress ed esercizio fisico peggiorano i sintomi. La malattia di Fox-Fordyce si aggrava durante le mestruazioni e scompare spontaneamente durante la gravidanza.

## Eziologia
È causata da un blocco cronico dei dotti delle ghiandole sudoripare con una risposta infiammatoria secondaria non batterica alle secrezioni e ai detriti cellulari nelle cisti. L'infiammazione è spesso accompagnata da intenso prurito. In generale, la malattia causa spesso iperpigmentazione della pelle vicino all'area interessata e la comparsa di protuberanze o papule. Inoltre, i follicoli piliferi possono essere danneggiati e causare la caduta dei capelli.

## Diagnosi differenziale
L'idradenite è molto simile, ma tende ad avere un'infezione batterica secondaria in modo da formare seni drenanti il pus. La malattia di Fox- Fordyce è una malattia della pelle molto particolare che non ha trattamenti generalmente curativi.

## Diagnosi
Per diagnosticare la malattia viene utilizzata la valutazione clinica insieme all'identificazione di sintomi tipici come l'eruzione delle papule sulle ghiandole apocrine e l'anamnesi del paziente. La rimozione chirurgica insieme a una valutazione microscopica da parte di un dermato-patologo è la forma di diagnosi più affidabile.

## Trattamento
Essendo una malattia molto rara con un numero limitato di casi clinici, il trattamento può essere difficile e si concentra principalmente sulla malattia ascellare e sui sintomi specifici. Il trattamento di prima linea comprende glucocorticoidi topici e intralesionali. Terapie specifiche includono ormoni estrogeni e creme steroidi. L'uso della tretinoina ha ridotto le papule pruriginose e ascellari in uno studio. Tuttavia, l'irritazione limita l'uso di farmaci a breve termine. Anche la clindamicina insieme con la crema di pimecrolimus e il perossido di benzoile è risultata efficace. La clindamicina viene utilizzata per inibire la crescita batterica e viene utilizzata nel trattamento delle infezioni da stafilococco e streptococco